# The Pavilion of Dreams
Albums de Harold Budd
The Oak of the Golden Dreams
(1970) Ambient 2: The Plateaux of Mirror
(1980)
The Pavilion of Dreams est un album du compositeur américain Harold Budd. Produit par Brian Eno, il est publié en 1978 sur son label Obscure Records (en). Il est réédité en 1981 par la maison de disques E.G. Records.

## Titres
| 1. | Bismillahi 'Rrahman 'Rrahim                                              | 18:23 |
| 2. | Two Songs: 1. Let Us Go into the House of the Lord / 2. Butterfly Sunday | 6:19  |

| 3. | Madrigals of the Rose Angel: 1. Rossetti Noise / 2. The Crystal Garden and a Coda | 14:16 |
| 4. | Juno                                                                              | 8:18  |

## Musiciens
- Harold Budd : piano, piano électrique, voix
- Brian Eno : voix
- Michael Nyman : marimba, voix
- Richard Bernas (en) : célesta, piano électrique
- Marion Brown : saxophone alto
- Gavin Bryars : célesta, glockenspiel, voix
- Jo Julian : marimba, vibraphone, voix
- Howard Rees : marimba, vibraphone
- Nigel Shipway : percussions
- Maggie Thomas : harpe
- John White : marimba, percussions, voix
- Margaret Cable, Ursula Connors, Muriel Dickinson, Alison MacGregor, Lesley Reid, Lynda Richardson : chœurs